# جشنیان (بوانات)
جشنیان، روستایی از توابع بخش مرکزی شهرستان بوانات در استان فارس ایران است.

## جمعیت
این روستا در دهستان باغستان قرار دارد و براساس سرشماری مرکز آمار ایران در سال ۱۳۸۵، جمعیت آن ۶۹۴ نفر (۱۹۵خانوار) بوده‌است.